# Klaus Schrameyer
Klaus Schrameyer (* 8. Mai 1934 in Dresden; † 14. Dezember 2021 in Bonn) war ein deutscher Diplomat. Er war zuletzt Botschafter in Skopje, Nordmazedonien.

## Studium und Promotion
1953 machte Schrameyer das Abitur am Burggymnasium Essen. Darauf studierte er Jura in Heidelberg. 1956 absolvierte er in Heidelberg sein Jura-Studium mit dem 1. juristischen Staatsexamen. 1958–1960 in Paris war er Deutschlektor an der École des hautes études commerciales und studierte gleichzeitig École libre des sciences politiques und an der École des langues orientales. 1960 wurde er an der Universität Heidelberg promoviert. 1962 legte er sein 2. juristisches Staatsexamen (Assessor-Examen) in Düsseldorf ab. Er schloss noch ein Osteuropa-Ergänzungsstudium an der Freien Universität Berlin an.

## Berufsweg
1965 erfolgte sein Eintritt in den Auswärtigen Dienst. Während seiner Tätigkeit im deutschen diplomatischen Dienst war er u. a. in Mexiko-Stadt, Madras, Warschau, Ouagadougou, Brüssel, Moskau, Detroit, Sofia und Skopje. 1965 war er Attaché Botschaft Mexiko-Stadt, 1968 Konsul Generalkonsulat Madras und ab 1972 Pressereferent an der Botschaft Warschau.
1976 war er stellvertretender Referatsleiter im Auswärtigen Amt.
1979 war er Botschafter in Ouagadougou, der Hauptstadt von Burkina Faso in Westafrika. 1982 wurde er Leiter der Wirtschaftsabteilung an der Botschaft Brüssel, 1985 Leiter der Kulturabteilung der Botschaft Moskau. 1988 war er Generalkonsul in Detroit.
1990–1996 war Schrameyer Ständiger Vertreter des Leiters der Botschaft Sofia (Bulgarien), 1996–1999 Botschafter in Skopje, Republik Nordmazedonien.
1999 wurde er als Botschafter a. D. pensioniert.
Er verfasste zahlreiche Schriften über Politik und Recht Bulgariens und Nordmazedoniens. Seine Artikel erschienen vorzugsweise in den Zeitschriften "Südosteuropa" (SOE), den "Südosteuropa-Mitteilungen" (SOM), im "Jahrbuch für Ostrecht" (JfO), in "Osteuropa-Recht" (OE-Recht/OER), in der "Europäischen Rundschau" und in zahlreichen Sammelwerken.
Er hielt Vorträge über seine Erfahrungen während seiner Amtszeit auf dem Balkan sowie über aktuelle Entwicklungen in Bulgarien und Nordmazedonien. Als Leiter der Zweigstelle der Südosteuropa-Gesellschaft in Bonn/Köln organisierte er Veranstaltungen über die Politik, Wirtschaft und Kultur der Länder Südosteuropas, insbesondere Bulgariens, Nordmazedoniens und der Türkei.

## Mitgliedschaften
2002–2011 war er Mitglied des Präsidiums der Südosteuropa-Gesellschaft (München).

## Publikationen (eine Auswahl)
- Das Rätsel Ljudmila Zhivkova, in: Europäische Rundschau 1/2013, S. 61–70
- Bulgariens Präsidenten- und Gemeindewahlen, in: Europäische Rundschau, 1/2012, S. 71–76.
- Die bulgarischen Stasidiplomaten, in: Europäische Rundschau, 1/2011, S. 93 ff.
- Wahlen in Bulgarien – Fußball oder Rugby, in: Europäische Rundschau, 1/2010, S. 99ff.
- Filip Dimitrov – eine politische Karriere in Bulgarien, Südosteuropa Mitteilungen (05/2009)
- Die Verfassungsänderung vom 30. März 2006: Stolperstein für Bulgariens EU-Beitritt? Monatshefte für Osteuropäisches Recht (3/2006)
- Bulgarien: Die Reform der Staatsanwaltschaft als Teil der Justizreform, Südosteuropa. Zeitschrift für Politik und Gesellschaft (04/2006)
- Bulgarien nach den Parlamentswahlen vom 25. Juni 2005, Südosteuropa Mitteilungen (06/2005)
- Makedonien: das neue Gesetz über die territoriale Organisation und das Referendum vom 7. November 2004, Südosteuropa Mitteilungen (01/2005)